# Accident du Douglas DC-3 de KLM à Amsterdam
L'accident d'un Douglas DC-3 de la KLM à Amsterdam est le crash d'un vol KLM Royal Dutch Airlines reliant Londres à Amsterdam le 14 novembre 1946. L'accident s'est produit alors que le Douglas DC-3 tentait d'atterrir à l'aéroport d'Amsterdam-Schiphol par mauvais temps. Les 26 passagers et membres d'équipage à bord ont été tués dans l'accident.

## Accident
Le Douglas DC-3 (un ancien C-47 Skytrain militaire converti à des fins civiles) effectuait un vol régulier de Londres, en Angleterre, à Amsterdam, aux Pays-Bas. L'équipage a été autorisé à faire atterrir l'avion à l'aéroport d'Amsterdam-Schiphol par mauvais temps. La première tentative d'atterrissage a échoué et l'équipage a dû effectuer une remise de gaz. La deuxième approche de la terre a également échoué. Lors de la troisième approche pour atterrir, l'avion a fait un virage soudain vers la gauche, essayant apparemment de s'aligner sur la piste. Pendant ce virage, le Douglas DC-3 a heurté le sol et s'est écrasé. L'avion a pris feu à l'impact, tuant les 21 passagers et cinq membres d'équipage à bord, dont le romancier néerlandais Herman de Man (en).
Au moment où il s'est produit, l'accident était le pire accident d'aviation de l'histoire des Pays-Bas. Huit jours plus tôt, un autre KLM DC-3 opérant sur la même route dans la direction opposée s'est écrasé à l'approche de l'aéroport de Croydon à Londres par mauvais temps. Il n'y a eu aucun décès dans l'accident de Londres, mais l'avion a été radié.